# .mw
.mwは国別コードトップレベルドメイン（ccTLD）の一つで、マラウイに割り当てられている。2002年、IANAは管理業務をComputer Solutions LTDからMalawi Sustainable Development Network Programmeに変更するように勧告した。

## 第二レベルドメイン
登録は第二レベルに直接行われるが、次のような第二レベルドメインの下に置かれることもある。多くの場合、組織の種類によってドメインが決まっているが、強制ではない。
- ac.mw - 学術機関
- co.mw - 商業機関
- com.mw - 商業機関
- coop.mw - 協同組合
- edu.mw - 学位授与機関
- gov.mw - 政府機関
- int.mw - 国際条約組織
- museum.mw - 博物館、美術館
- net.mw - ネットワーク組織
- org.mw - 非営利組織